# Трновац (Госпић)
Трновац је насељено мјесто у Лици. Припада граду Госпићу, у Личко-сењској жупанији, Република Хрватска.

## Географија
Трновац је удаљен око 10 км западно од Госпића.

## Историја
У Трновцу се налази католичка црква Св. Николе Блаженог из 1880. године. У току Другог светског рата, на подручју Трновца налазио се хрватски логор Јадовно у истоименом засеоку.

## Становништво
Према попису из 1991. године, насеље Трновац је имало 233 становника. Према попису становништва из 2001. године, Трновац је имао 127 становника. Према попису становништва из 2011. године, насеље Трновац је имало 96 становника.
| Демографија | Демографија | Демографија |
| Година      | Становника  | Становника  |
| ----------- | ----------- | ----------- |
| 1961.       | 482         |             |
| 1971.       | 403         |             |
| 1981.       | 270         |             |
| 1991.       | 233         |             |
| 2001.       | 127         |             |
| 2011.       |             | 96          |

## Попис1991.
На попису становништва 1991. године, насељено место Трновац је имало 233 становника, следећег националног састава:
| Попис 1991.‍  | Попис 1991.‍  | Попис 1991.‍ | Попис 1991.‍ | Попис 1991.‍ |
| ------------ | ------------ | ----------- | ----------- | ----------- |
|              |              |             |             |             |
| Хрвати       | Хрвати       |             | 216         | 92,70%      |
| Срби         | Срби         |             | 2           | 0,85%       |
| Словаци      | Словаци      |             | 1           | 0,42%       |
| остали       | остали       |             | 4           | 1,71%       |
| неопредељени | неопредељени |             | 1           | 0,42%       |
| непознато    | непознато    |             | 9           | 3,86%       |
| укупно: 233  |              |             |             |             |